# Рахіб Бейларов
Рахіб Бейларов (азерб. Rahib Bəylərov; 25 жовтня 1985, Сіазанський район) — азербайджанський боксер, призер чемпіонату Європи серед аматорів.

## Боксерська кар'єра
Боксом Рахіб Бейларов почав займатися в шкільному віці. 2003 року став срібним призером чемпіонату Європи серед молоді у категорії до 69 кг. З 2006 року входив до складу збірної Азербайджану.
На чемпіонаті Європи 2006 в категорії до 75 кг здобув три перемоги, а у фіналі програв Матвєю Коробову (Росія) — 16-37.
2006 року Рахіб Бейларов входив до складу збірної Азербайджану на командному Кубку світу і програв обидва поєдинки.
На чемпіонаті світу 2007 Бейларов програв у другому бою.
2008 року на кваліфікаційному до Олімпійських ігор 2008 турнірі програв у першому бою і на Олімпіаду не потрапив.
На чемпіонаті Європи 2010 програв у першому бою Адему Кіліччі (Туреччина). На чемпіонаті Європи 2011 знов програв у другому бою Адему Кіліччі.